# Stazione di Lonigo
Stazione di Lonigo vasútállomás Olaszországban, Veneto régióban, Lonigo településen.

## Vasútvonalak
Az állomást az alábbi vasútvonalak érintik:
- Milánó–Velence-vasútvonal
- Lonigo-Lonigo Città-vasútvonal

## Kapcsolódó állomások
A vasútállomáshoz az alábbi állomások vannak a legközelebb: 
- Stazione di Montebello (Montebello Vicentino)
- Stazione di San Bonifacio